# Bodybuilding
Bodybuilding er en gymnastikform, hvor man via vægttræning efterstræber en harmonisk udvikling af den menneskelige muskulatur, oprindeligt inspireret af græsk skulpturkunst.
Ligesom andre sportsgrene, er bodybuilding ofte blevet sat sammen med et misbrug af medicin, f.eks. anabole steroider. 

## Galleri
- En bodybuilder fra 1894.
- Konkurrerence om den største overarm
- Kvindelig bodybuilder